# Stella-Roman Haïtien

## Stella (roman)
Stella est un roman historique écrit par l'écrivain haïtien Émeric Bergeaud. [archive] Publié à titre posthume en 1859, il est considéré comme le premier roman haïtien. L'œuvre offre une interprétation allégorique de la Révolution haïtienne, mettant en lumière les idéaux de liberté et d'égalité qui ont conduit à l'indépendance d'Haïti.

## Contexte historique
Émeric Bergeaud, né en 1818 aux Cayes, a été contraint à l'exil sur l'île de Saint-Thomas [archive] en 1848 en raison de troubles politiques en Haïti. C'est durant cet exil qu'il rédige Stella, un roman inspiré des luttes pour l'indépendance haïtienne. Bergeaud confie le manuscrit à son cousin Beaubrun Ardouin avant de décéder en 1858. Le roman est publié l'année suivante, en 1859.

## Résumé
Le roman met en scène deux frères, Romulus et Remus, qui participent activement à la transformation de Saint-Domingue en une république indépendante. Guidés par l'esprit de la liberté incarné par Stella et inspirés par le sacrifice de leur mère, Marie, les frères symbolisent l'unité et la détermination nécessaires à la fondation d'une nation libre

## Thèmes
Stella explore des thèmes tels que la liberté, l'égalité, le sacrifice et la construction nationale. Le roman présente une vision pro-haïtienne de la Révolution, soulignant que les Haïtiens sont les véritables héritiers des idéaux républicains de la Révolution française.
1. ↑  « Stella », sur Éditions ZOE (consulté le 16 août 2025)